# Can Palmada (Salt)
Can Palmada és una obra de Salt (Gironès) protegida com a bé cultural d'interès local. L'any 1896 l'Ajuntament de Salt rehabilità can Palmada per instal·lar-hi a seva seu. Al primer pis hi va haver l'escola fins al 1929 i allotjà l'ajuntament fins al 1936.

## Descripció
Edifici de planta i dos pisos amb teulat a dues vessants. La façana principal presenta tres obertures a cada planta conformant una simetria que li dona un aspecte gairebé senyorial. A la planta baixa les obertures són d'arc rebaixat amb reixa de forja. El portal d'entrada presenta muntants de pedra ben tallada i la dovella central o clau de l'arc decorada. Al primer pis hi ha tres balcons individuals i a les golfes tres finestres quadrades. La façana, arrebossada i amb sòcol, està rematada amb un ràfec de ceràmica i teula.